# Putamen
El putamen és una estructura situada en el centre del cervell que juntament amb el nucli caudat forma el nucli estriat. El putamen i el globus pàl·lid formen el nucli lenticular.
És la porció dels nuclis basals que forma la part més externa del nucli lenticular. Sembla desenvolupar un paper important en el condicionament operant (aprenentatge a través de reforç). El còrtex somatosensorial i motor, el nucli intralaminar del tàlem i la substància negra projecten fibres cap al putamen i aquest, envia eferències a les àrees motores i premotores del còrtex a través del globus pàl·lid i del tàlem.